# Beatriz Jiménez Linuesa
Beatriz Jiménez Linuesa (nascida em 26 de maio de 1985) é uma política espanhola, membro do Congresso dos Deputados desde 2019.
Foi membro das Cortes de Castela-Mancha entre 2011 e 2015 e vereadora de Cuenca entre 2012 e 2015. No dia 13 de março de 2020 anunciou via Twitter que havia sido infectada com SARS-CoV-2.